# Мино (провинция)
Провинция Мино (яп. 美濃国 Мино: но куни, «страна Мино» или 濃州 Но: сю:, «провинция Мино») — историческая провинция Японии в округе Тосандо в центре острова Хонсю. Граничила с провинциями Этидзэн, Хида, Исэ, Микава, Оми, Овари и Синано. Соответствует южной части современной префектуры Гифу в регионе Тюбу.

Провинция Мино на карте Японии со старым административным делением (выделена красным).

Провинция Мино была сформирована в VIII веке. Её административный центр находился в современном городе Таруи. В Мино преобладал равнинный ландшафт. Реки Кисо и Нагара сделали почвы провинции одними из самых плодородных в стране. Именно высокая урожайность земель делала Мино привлекательной для многих японских правителей.
С XII по XIV век землями Мино владел род Ходзё, представители которого были фактическими правителями Камакурского сёгуната. С XIV по XVI век провинцией владели советники сёгунов Муромати, род Токи, который впоследствии был уничтожен собственным вассалом Сайто Досаном.
C 1567 по 1580 год провинция Мино была центром владений Оды Нобунаги. В 1600 году на территории провинции состоялась битва при Сэкигахаре, в которой победил Токугава Иэясу, основатель нового сёгуната. Токугава боялся появления в Мино сильных даймё, и разделил её на небольшие владения (ханы), раздав их своим вассалам. В период Эдо (1603—1867) раздробленная провинция Мино находилась под властью родов Исикава, Мацудайра и Тода.
В результате административной реформы 1871 года провинция Мино вошла в состав префектуры Гифу.

## Уезды провинции Мино
В провинцию Мино входило 18 уездов.
| - Амбати (яп. 安八郡 Амбати-гун) - Ацуми (яп. 厚見郡 Ацуми-гун) - Гудзё (яп. 郡上郡 Гудзё:-гун) - Икэда (яп. 池田郡 Икэда-гун) - Исидзу (яп. 石津郡 Исидзу-гун) - Каками (яп. 各務郡 Каками-гун) - Камо (яп. 加茂郡 Камо-гун) - Кани (яп. 可児郡 Кани-гун) - Катагата (яп. 方県郡 Катагата-гун) | - Мотосу (яп. 本巣郡 Мотосу-гун) - Муги (яп. 武藝郡 Муги-гун) - Мусирода (яп. 席田郡 Мусирода-гун) - Оно (яп. 大野郡 О:но-гун) - Таги (яп. 多藝郡 Таги-гун) - Токи (яп. 土岐郡 Токи-гун) - Фува (яп. 不破郡 Фува-гун) - Эна (яп. 恵奈郡 Эна-гун) - Ямагата (яп. 山県郡 Ямагата-гун) |

## Ханы провинции Мино
В Мино существовало 29 ханов (феодальных владений).
| - Аоно (яп. 青野藩 Аоно-хан) - Вакисака (яп. 脇坂藩 Вакисака-хан) - Гифу (яп. 岐阜藩 Гифу-хан) - Гудзё (Хатиман) (яп. 郡上藩 Гудзё:-хан, или 八幡藩 Хатиман-хан) - Дзюситидзё (яп. 十七条藩 Дзю:ситидзё:-хан) - Иби (яп. 揖斐藩 Иби-хан) - Иватаки (яп. 岩滝藩 Иватаки-хан) - Имао (яп. 今尾藩 Имао-хан) - Каганои (яп. 加賀野井藩 Каганои-хан) - Канаяма (яп. 金山藩 Канаяма-хан) - Кано (яп. 加納藩 Кано:-хан) - Киёмидзу (яп. 清水藩 Киёмидзу-хан) - Кодзути (яп. 上有知藩 Кодзути-хан) - Куроно (яп. 黒野藩 Куроно-хан) - Наэки (яп. 苗木藩 Наэки-хан) - Номура (яп. 野村藩 Номура-хан) | - Огаки (яп. 大垣藩 О:гаки-хан) - Огаки Синдэн (яп. 大垣新田藩 О:гаки Синдэн-хан) — сихан (яп. 支藩), дочернее княжество хана Огаки - Отасан (яп. 太田山藩 О:тасан-хан) - Сонэ (яп. 曽根藩 Сонэ-хан) - Сэки (яп. 関藩 Сэки-хан) - Такамацу (Мацуноки) (яп. 高松藩 Такамацу-хан, или 松ノ木藩 Мацуноки-хан) - Такасу (яп. 高須藩 Такасу-хан) — дочернее княжество хана Овари в провинциях Овари, Мино и Микава. - Такатоми (яп. 高富藩 Такатоми-хан) - Тара (яп. 多良藩 Тара-хан) - Токуно (яп. 徳野藩 Токуно-хан) - Фукудзука (яп. 福束藩 Фукудзука-хан) - Хасэгава (яп. 長谷川藩 Хасэгава-хан) - Хирацука (яп. 平塚藩 Хирацука-хан) |

## Источник
- 『角川日本地名大辞典』全50巻. — 東京: 角川書店, 1987—1990. (Большой словарь японских топонимов издательства Кадокава. В 50 томах. — Токио: Кадокава сётэн, 1987—1990.)